# Lattikata
Lattikata é uma vila no distrito de Sundargarh, no estado indiano de Orissa.

## Demografia
Segundo o censo de 2001, Lattikata tinha uma população de 6896 habitantes. Os indivíduos do sexo masculino constituem 53% da população e os do sexo feminino 47%. Lattikata tem uma taxa de literacia de 72%, superior à média nacional de 59.5%: a literacia no sexo masculino é de 79% e no sexo feminino é de 65%. Em Lattikata, 13% da população está abaixo dos 6 anos de idade.